# I Was Made for Lovin’ You
«I Was Made for Lovin’ You» (с англ. — «Я был создан, чтобы любить тебя») — песня американской хард-рок-группы Kiss из их альбома 1979 года Dynasty. Была позднее выпущена на A-стороне их первого сингла из этого альбома.

## История
Это была вторая для группы золотая пластинка, проданная тиражом свыше 1 миллиона копий. Этот сингл стал «золотым» 16 августа 1979 года в Соединённых Штатах и 1 августа того же года в Канаде.
На обратной стороне записана песня «Hard Times», написанная Эйсом Фрейли.
Песня была одним из немногих синглов группы, которые были представлены в Великобритании в 1970-х годах, хотя и достигла всего лишь позиции № 50 в форме длительностью 7 минут 54 секунды, записанная на 12-дюймовой пластинке в дополнение к более коротким версиям, выпущенным на 7-дюймовых. Песня стала исполняться на постоянной основе в концертных выступлениях Kiss, зачастую отличаясь от оригинальной. Когда Эрик Карр присоединился к группе в 1980 году, песня была сыграна в значительно более быстром темпе, приписываемом навыкам быстрой барабанной игры Карра. С конца 1980-х годов песня исполнялась с тем же темпом, что и студийная версия, но с большей рок-ориентированностью, меньшей — диско. Выступление группы на 30-летнем юбилейном концерте в Мельбурне проходило в сопровождении мельбурнского симфонического оркестра, использовавшего грим и одежду в стиле группы.
Сначала Дезмонд Чайлд сказал: "Пол хотел написать хорошую песню в стиле «диско», и я решил помочь ему в этом. Пол начал писать тексты и аккорды, тогда я сыграл песню на гитаре и сказал: «Хорошо, мы что-нибудь сделаем, чтобы улучшить её и сделать действительно хорошей песней».
«I Was Made for Lovin’ You» в значительной степени опирается на стиль «диско», популярный в конце 1970-х годов в Соединенных Штатах. Пол Стэнли, который написал песню с Дезмондом Чайлдом и Вини Понсией, заявил, что с его стороны было сознательным намерением доказать, насколько легко записать и выпустить хит в стиле диско.
Хотя Питер Крисс появляется в видео и на обложке альбома, его игры фактически нет на звуковой дорожке. Как и в большинстве треков альбома, сессионный барабанщик Энтон Фиг занял место Крисса, которого Понсия посчитал неподходящим для игры. Существует звуковая запись в виде бутлега, в которой собраны записи сессий, в которой Стэнли упоминает имя Крисса пару раз, тем самым показывая, что тот присутствовал во время аранжировки песни. Стэнли играл на бас-гитаре в дополнение к ритм-гитаре, в то время как Фрейли отвечал за гитарное соло.

## Основные участники записи
- Пол Стэнли — вокал, ритм-гитара
- Джин Симмонс — бас-гитара, бэк-вокал
- Эйс Фрейли — соло-гитара, бэк-вокал
- Питер Крисс — ударные (указан на обложке, но в записи не участвовал)

## Сессионные участники записи
- Энтон Фиг[англ.] — ударные
- Вини Понсия — клавишные, бэк-вокал

## Нахождение в чартах
| Чарт (1979)                                               | Наивысшая позиция |
| --------------------------------------------------------- | ----------------- |
| Австралия (Kent Music Report)                             | 2                 |
| Австрия (Ö3 Austria Top 40)                               | 6                 |
| Бельгия/Фландрия (Ultratop 50)                            | 1                 |
| Канада (Canadian RPM Disco Singles)                       | 1                 |
| Канада (Canadian RPM Top Singles)                         | 1                 |
| Франция (SNEP)                                            | 2                 |
| Германия (GfK) · Double A-side with "We Are the Greatest" | 26                |
| Италия (FIMI)                                             | 10                |
| Нидерланды (Dutch Top 40)                                 | 1                 |
| Нидерланды (Single Top 100)                               | 1                 |
| Новая Зеландия (Recorded Music NZ)                        | 1                 |
| Норвегия (VG-lista)                                       | 10                |
| Южно-Африканский чарт                                     | 2                 |
| Швеция (Sverigetopplistan)                                | 19                |
| Швейцария (Schweizer Hitparade)                           | 2                 |
| UK (Official Charts Company)                              | 50                |
| U.S. Billboard Hot 100                                    | 11                |
| US Billboard Hot Dance Club Play                          | 37                |
| US Cash Box Top 100                                       | 8                 |

| Чарт (1979)            | Позиция |
| ---------------------- | ------- |
| Австралия              | 2       |
| Canada RPM Top Singles | 8       |
| Новая Зеландия         | 6       |
| U.S. Billboard Hot 100 | 74      |
| U.S. Cash Box Top 100  | 74      |

| Регион | Сертификация | Продажи    |
| --- | ------------ | ---------- |
| Канада (Music Canada) | Золотой      | 75 000^    |
| Италия (FIMI) | Золотой      | 25 000*    |
| Япония (RIAJ) | Золотой      | 100 000^   |
| США (RIAA) | Платиновый   | 1 000 000^ |
| * Данные о продажах приведены только на основе сертификации. ^ Данные о тиражах приведены только на основе сертификации. |              |            |